# 188 Menippe
Menippe (asteroide 188) é um asteroide da cintura principal com um diâmetro de 38,61 quilómetros, a 2,2724639 UA. Possui uma excentricidade de 0,1775287 e um período orbital de 1 677,5 dias (4,59 anos).
Menippe tem uma velocidade orbital média de 17,91862326 km/s e uma inclinação de 11,73414º.
Este asteroide foi descoberto em 18 de Junho de 1878 por Christian Peters.